# Захариха (река)
Захариха — река в России, протекает в Белохолуницком районе Кировской области. Устье реки находится в 984 км по левому берегу реки Вятки. Длина реки составляет 12 км.
Исток реки в лесах в 12 к югу от посёлка Подрезчиха. Река течёт на северо-запад по ненаселённому, заболоченному лесному массиву. Впадает в боковую старицу Вятки, известную как озеро Захарово.

## Данные водного реестра
По данным государственного водного реестра России относится к Камскому бассейновому округу, водохозяйственный участок реки — Вятка от истока до города Киров, без реки Чепца, речной подбассейн реки — Вятка. Речной бассейн реки — Кама.
Код объекта в государственном водном реестре — 10010300212111100030399.